# Mexico International 2009
Die Mexico International 2009 im Badminton fanden vom 26. November bis zum 29. November 2009 in Mexiko-Stadt statt.

## Sieger und Platzierte
| Disziplin    | Gold                                     | Silber                        | Bronze                              |
| ------------ | ---------------------------------------- | ----------------------------- | ----------------------------------- |
| Herreneinzel | Kevin Cordón                             | Charles Pyne                  | Lino Muñoz                          |
| Herreneinzel | Kevin Cordón                             | Charles Pyne                  | Salvador Sánchez Martínez           |
| Dameneinzel  | Karyn Velez                              | Victoria Montero              | Naty Rangel                         |
| Dameneinzel  | Karyn Velez                              | Victoria Montero              | Natalia Flores                      |
| Herrendoppel | José Luis González Alcantar Andrés López | Mathew Fogarty David Neumann  | Abraham Arevalo Arturo Hernández    |
| Herrendoppel | José Luis González Alcantar Andrés López | Mathew Fogarty David Neumann  | Mauricio Casillas Lino Muñoz        |
| Damendoppel  | Victoria Montero Karyn Velez             | Marisol Dominguez Naty Rangel | Regina del Valle Kareen Morales     |
| Damendoppel  | Victoria Montero Karyn Velez             | Marisol Dominguez Naty Rangel | Cynthia González Mariana Marroquin  |
| Mixed        | José Luis González Alcantar Naty Rangel  | David Melo Victoria Montero   | Mauricio Casillas Marisol Dominguez |
| Mixed        | José Luis González Alcantar Naty Rangel  | David Melo Victoria Montero   | Arturo Hernández Cynthia González   |